# 李晓枫
李晓枫（1952年8月—），男，四川岳池人，中华人民共和国政治人物、传媒人物，重庆广播电视集团原总裁，中国电视艺术家协会原副主席，第十、十一届全国人大代表。